# Ariston (geslacht)
Ariston is een geslacht van spinnen uit de  familie van de wielwebkaardespinnen (Uloboridae).

## Soorten
- Ariston aglasices Salvatierra, Tourinho & Brescovit, 2014
- Ariston albicans O. Pickard-Cambridge, 1896
- Ariston aristus Opell, 1979
- Ariston mazolus Opell, 1979
- Ariston reticens Willis J. Gertsch & Michael Davis, 1942
- Ariston spartanus Salvatierra, Tourinho & Brescovit, 2014